# 1921-es Tour de France
Az 1921-es Tour de France a francia kerékpárverseny 15. kiírása. 1921. június 26-án kezdődött, Párizs-ból indult a mezőny és július 24-én ért véget, Párizsban. A tizenöt szakaszból álló verseny hossza 5 484 kilométer volt. Az előző verseny győztese Philippe Thys betegsége miatt, és a Pélissier testvérek sem vettek részt. Indult viszont két veterán (negyven év feletti), Ernest Paul aki 1908-ban vett először részt és Lucien Pothier aki 1903-ban második lett a Touron.
Első alkalommal képviseltette magát a külföldi sajtó, saját kocsival kísérték végig a versenyt. Laurent Devalle a Tour első monacói kerekese csak 27 óra alatt tudta teljesíteni az 5-ik szakaszt, ezért feladta a versenyt.
Az első szakaszon az esélyes Honoré Barthélemy tizenegy defektet kapott, mégis a második helyen ért célba. Az első öt szakaszból hármat megnyert Louis Mottiat, mégsem tudta átvenni a vezetést Léon Scieurtöl. A hatodik szakaszon a Turmalet, az Aspin és a Peyresourde hegyekkel tarkított részen Hector Heusghem nyert, és négy percre megközelítette Scieurt. A kilencedik részen tizennégy percre nőtt a különbség, a tizediken Scieur kapott defektet, ezt kihasználva Heusghem behozta hátrányát. A hátralevő részen Scieur akadályozta Heusgemet, és hat perces előnnyel ért célba.
Henri Desgrange versenyigazgató elégedetlen volt a versenyzőkkel, úgy vélte, nem eléggé harcosak a kerekesek, ezért a tizenharmadik szakaszon a másodosztályba sorolt amatőr versenyzőket indították két óra előnnyel. Ezt meg akarták ismételni a következő szakaszon is, de a kerekesek sztrájkkal fenyegetőztek, így együtt indult a mezőny. Ezen a szakaszon Scieur bukott és egyik kerekének tizenegy küllője tört ki, hogy be tudja mutatni a versenybíróságnál, a hátára kötözte és így tette meg a hátralévő 300 kilométert. Még évek múlva is meglátszott hátán a kerék nyoma. Végül 18 és fél perces előnnyel nyerte meg az összetett versenyt Hector Heusghem előtt.

## Szakaszok
| Szakasz | Időpont   | Végpontok                     | Jellege       | Hossz (km) | Szakaszgyőztes          | Összetett első      |
| ------- | --------- | ----------------------------- | ------------- | ---------- | ----------------------- | ------------------- |
| 1       | június 26 | Párizs – Le Havre             | Sík szakasz   | 388        | Louis Mottiat (BEL)     | Louis Mottiat (BEL) |
| 2       | június 28 | Le Havre – Cherbourg          | Sík szakasz   | 364        | Romain Bellenger (FRA)  | Leon Scieur (BEL)   |
| 3       | június 30 | Cherbourg – Brest             | Sík szakasz   | 405        | Leon Scieur (BEL)       | Leon Scieur (BEL)   |
| 4       | július 2  | Brest – Les Sables-d'Olonne   | Sík szakasz   | 421        | Louis Mottiat (BEL)     | Leon Scieur (BEL)   |
| 5       | július 4  | Les Sables-d'Olonne – Bayonne | Sík szakasz   | 482        | Louis Mottiat (BEL)     | Leon Scieur (BEL)   |
| 6       | július 6  | Bayonne – Luchon              | Hegyi szakasz | 326        | Hector Heusghem (BEL)   | Leon Scieur (BEL)   |
| 7       | július 8  | Luchon – Perpignan            | Hegyi szakasz | 323        | Louis Mottiat (BEL)     | Leon Scieur (BEL)   |
| 8       | július 10 | Perpignan – Toulon            | Sík szakasz   | 411        | Luigi Lucotti (ITA)     | Leon Scieur (BEL)   |
| 9       | július 12 | Toulon – Nizza                | Hegyi szakasz | 472        | Firmin Lambot (BEL)     | Leon Scieur (BEL)   |
| 10      | július 14 | Nizza – Grenoble              | Hegyi szakasz | 333        | Leon Scieur (BEL)       | Leon Scieur (BEL)   |
| 11      | július 16 | Grenoble – Genf               | Hegyi szakasz | 335        | Félix Goethals (FRA)    | Leon Scieur (BEL)   |
| 12      | július 18 | Geneva – Strasbourg           | Sík szakasz   | 371        | Honoré Barthélemy (FRA) | Leon Scieur (BEL)   |
| 13      | július 20 | Strasbourg – Metz             | Sík szakasz   | 300        | Félix Sellier (BEL)     | Leon Scieur (BEL)   |
| 14      | július 22 | Metz – Dunkerque              | Sík szakasz   | 433        | Félix Goethals (FRA)    | Leon Scieur (BEL)   |
| 15      | július 24 | Dunkerque – Párizs            | Sík szakasz   | 340        | Félix Goethals (FRA)    | Leon Scieur (BEL)   |

## Összetett eredmények
| 1                       | Leon Scieur (BEL)       | 1 | 221h 50' 26" |
| 2                       | Hector Heusghem (BEL)   | 1 | +18' 36"     |
| 3                       | Honore Barthelemy (FRA) | 1 | +2h 01' 00"  |
| 4                       | Luigi Lucotti (ITA)     | 1 | +2h 39' 18"  |
| 5                       | Hector Tiberghien (BEL) | 1 | +4h 33' 19"  |
| 6                       | Victor Lenaers (BEL)    | 2 | +4h 53' 23"  |
| 7                       | Leon Despontin (BEL)    | 2 | +5h 01' 54"  |
| 8                       | Camile Leroy (BEL)      | 2 | +7h 56' 27"  |
| 9                       | Firmin Lambot (BEL)     | 1 | +8h 26' 25"  |
| 10                      | Félix Goethals (FRA)    | 1 | +8h 42' 26"  |
| 123 índúló 38 célba érő |                         |   |              |